# Juan Diego Gutiérrez
Juan Diego Gutiérrez (Lima, 28 de abril de 1992) es un futbolista peruano. Juega de centrocampista y su equipo actual es el Deportivo Suchitepéquez de la Primera División de Guatemala. Tiene 32 años.

## Trayectoria
Juan Diego Gutiérrez hizo su debut profesional en el Torneo Descentralizado, el 27 de noviembre de 2011 en la fecha 29 de la temporada 2011 contra Cienciano. Reemplazó a Christian Cueva al minuto 85 del partido, que terminó en una victoria por 2-0 de su equipo.
A inicios de 2014 renunció a la Universidad de San Martín para jugar por Universitario de Deportes, sin embargo tenía contrato hasta el 31 de diciembre de 2014, quedándose así sin jugar durante todo el año. El 3 de enero de 2015 se oficializó su traspaso al club Universitario de Deportes del Perú. En el cuadro crema permaneció durante un año y medio, siendo campeón del Torneo Apertura 2016.
En julio de ese mismo año fue transferido al Vejle Boldklub de Dinamarca. Su debut oficial con la camiseta del cuadro danés se produjo el 24 de julio en el empate 1-1 ante el Fremad Amager. En diciembre de 2016 fue cedido en préstamo a Universitario de Deportes. Al finalizar el préstamo regresó a Dinamarca y fue cedido en préstamo al Gefle de Suecia. Su debut con el equipo sueco se produjo el 29 de julio en la victoria por 2-1 ante el GAIS Gotemburgo.

## Clubes y estadísticas
| Club                                | Temporada           | Liga | Liga | Copas Nacionales * | Copas Nacionales * | Copas Internacionales ** | Copas Internacionales ** | Total | Total |
| Club                                | Temporada           | PJ   | G    | PJ                 | G                  | PJ                       | G                        | PJ    | G     |
| ----------------------------------- | ------------------- | ---- | ---- | ------------------ | ------------------ | ------------------------ | ------------------------ | ----- | ----- |
| Universidad de San Martín · Perú    | 2010                | 0    | 0    | 0                  | 0                  | 0                        | 0                        | 0     | 0     |
| Universidad de San Martín · Perú    | 2011                | 1    | 0    | 0                  | 0                  | 0                        | 0                        | 1     | 0     |
| Universidad de San Martín · Perú    | 2012                | 32   | 6    | 0                  | 0                  | 1                        | 0                        | 33    | 6     |
| Universidad de San Martín · Perú    | 2013                | 33   | 3    | 0                  | 0                  | 0                        | 0                        | 33    | 3     |
| Universidad de San Martín · Perú    | 2014                | 0    | 0    | 0                  | 0                  | 0                        | 0                        | 0     | 0     |
| Universidad de San Martín · Perú    | Total               | 66   | 9    | 0                  | 0                  | 1                        | 0                        | 67    | 9     |
| Universitario de Deportes · Perú    | 2015                | 25   | 2    | 8                  | 2                  | 4                        | 0                        | 37    | 4     |
| Universitario de Deportes · Perú    | 2016                | 12   | 3    | 0                  | 0                  | 0                        | 0                        | 12    | 3     |
| Universitario de Deportes · Perú    | Total               | 37   | 5    | 8                  | 2                  | 4                        | 0                        | 49    | 7     |
| Vejle Boldklub Dinamarca            | 2016-17             | 6    | 0    | 0                  | 0                  | 0                        | 0                        | 6     | 0     |
| Vejle Boldklub Dinamarca            | Total               | 6    | 0    | 0                  | 0                  | 0                        | 0                        | 6     | 0     |
| Universitario de Deportes · Perú    | 2017                | 3    | 0    | 0                  | 0                  | 0                        | 0                        | 3     | 0     |
| Universitario de Deportes · Perú    | Total               | 3    | 0    | 0                  | 0                  | 0                        | 0                        | 3     | 0     |
| Gefle I. F. · Suecia                | 2017                | 13   | 0    | 0                  | 0                  | 0                        | 0                        | 13    | 0     |
| Gefle I. F. · Suecia                | Total               | 13   | 0    | 0                  | 0                  | 0                        | 0                        | 13    | 0     |
| Sport Boys · Perú                   | 2018                | 2    | 0    | 0                  | 0                  | 0                        | 0                        | 2     | 0     |
| Sport Boys · Perú                   | Total               | 2    | 0    | 0                  | 0                  | 0                        | 0                        | 2     | 0     |
| Sport Rosario · Perú                | 2018                | 11   | 1    | 0                  | 0                  | 0                        | 0                        | 11    | 1     |
| Sport Rosario · Perú                | Total               | 11   | 1    | 0                  | 0                  | 0                        | 0                        | 11    | 1     |
| Wanderers F. C. · Canadá            | 2019                | 19   | 2    | 3                  | 0                  | 0                        | 0                        | 22    | 2     |
| Wanderers F. C. · Canadá            | Total               | 19   | 2    | 3                  | 0                  | 0                        | 0                        | 22    | 2     |
| Oriente Petrolero · Bolivia         | 2020                | 5    | 1    | 0                  | 0                  | 1                        | 0                        | 6     | 1     |
| Oriente Petrolero · Bolivia         | Total               | 5    | 1    | 0                  | 0                  | 1                        | 0                        | 6     | 1     |
| Carlos Stein · Perú                 | 2020                | 15   | 0    | 0                  | 0                  | 0                        | 0                        | 15    | 0     |
| Carlos Stein · Perú                 | Total               | 15   | 0    | 0                  | 0                  | 0                        | 0                        | 15    | 0     |
| Deportivo Sololá · Guatemala        | 2021-22             | 40   | 5    | 0                  | 0                  | 0                        | 0                        | 40    | 5     |
| Deportivo Sololá · Guatemala        | Total               | 40   | 5    | 0                  | 0                  | 0                        | 0                        | 40    | 5     |
| Sant Julià · Andorra                | 2022-23             | 10   | 1    | 0                  | 0                  | 0                        | 0                        | 10    | 1     |
| Sant Julià · Andorra                | Total               | 10   | 1    | 0                  | 0                  | 0                        | 0                        | 10    | 1     |
| Unión Huaral · Perú                 | 2023                | 10   | 2    | 0                  | 0                  | 0                        | 0                        | 10    | 2     |
| Unión Huaral · Perú                 | Total               | 10   | 2    | 0                  | 0                  | 0                        | 0                        | 10    | 2     |
| Deportivo Suchitepéquez · Guatemala | 2024                | 0    | 0    | 0                  | 0                  | 0                        | 0                        | 0     | 0     |
| Deportivo Suchitepéquez · Guatemala | Total               | 0    | 0    | 0                  | 0                  | 0                        | 0                        | 0     | 0     |
| Total en su carrera                 | Total en su carrera | 237  | 26   | 11                 | 2                  | 6                        | 0                        | 254   | 28    |

- (*) Torneo del Inca y Campeonato Canadiense de Fútbol.
- (**) Copa Sudamericana.

## Palmarés

### Títulos nacionales
| Título          | Club                      | País | Año  |
| --------------- | ------------------------- | ---- | ---- |
| Torneo Apertura | Universitario de Deportes | Perú | 2016 |